# Bahnhof Berlin Yorckstrasse
Yorckstrasse (tyska: Bahnhof Berlin Yorckstraße) är en station för pendeltågslinjer (S-Bahn) och tunnelbanelinjen U7 i stadsdelen Schöneberg i Berlin, Tyskland. Stationen är uppkallad efter gatan Yorckstrasse.  Yorckstrasse är uppdelade på tre olika stationer, 2 för pendeltågen samt 1 för tunnelbanan. Ena stationen är enbart för S-bahnlinje S1 och ligger på en del av gatan Yorckstrasse, mittemellan ligger tunnelbanestationen Yorckstrasse och slutligen längst österut ligger stationen för linje S2, S25 och S26.

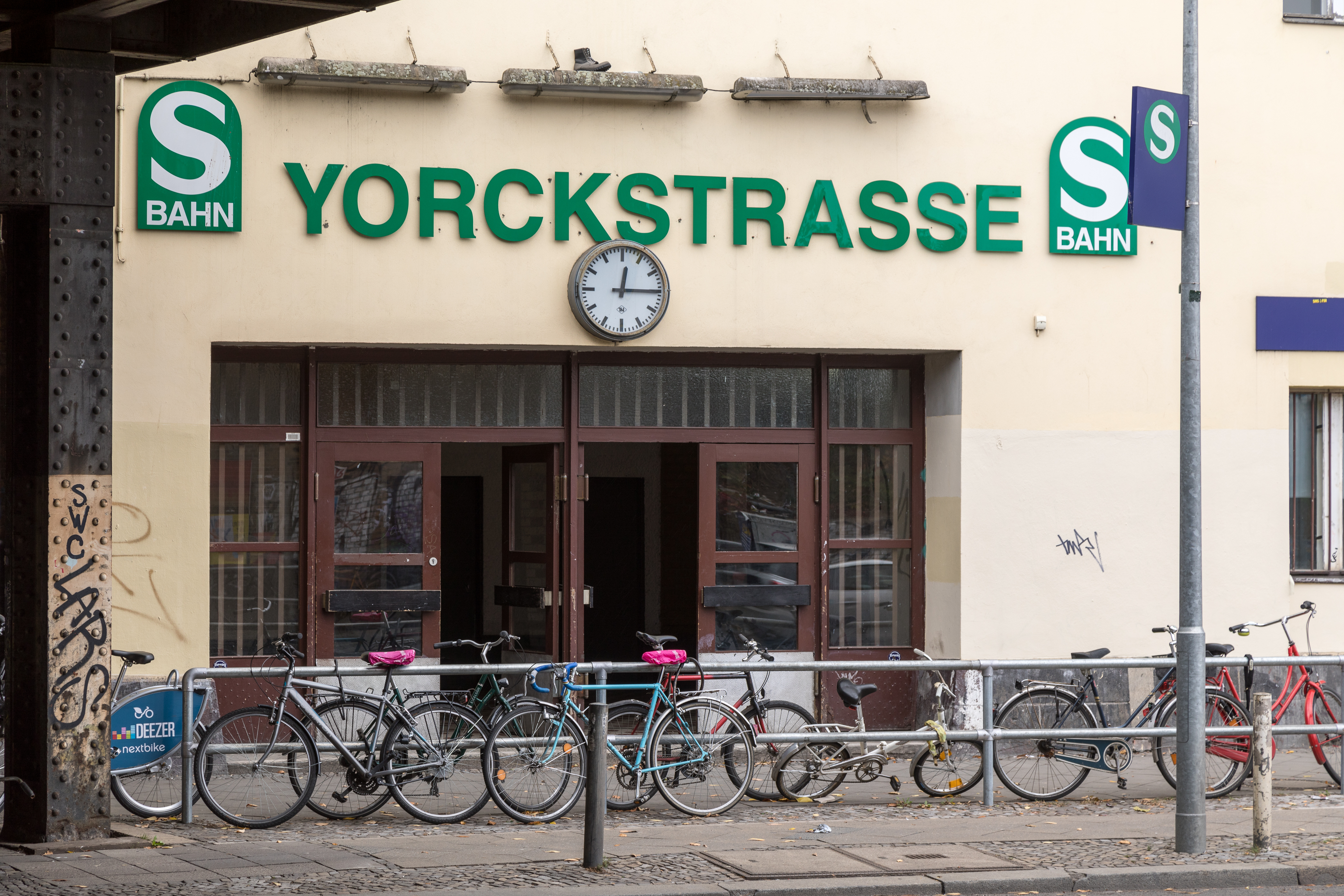
En av S-Bahnentréerna
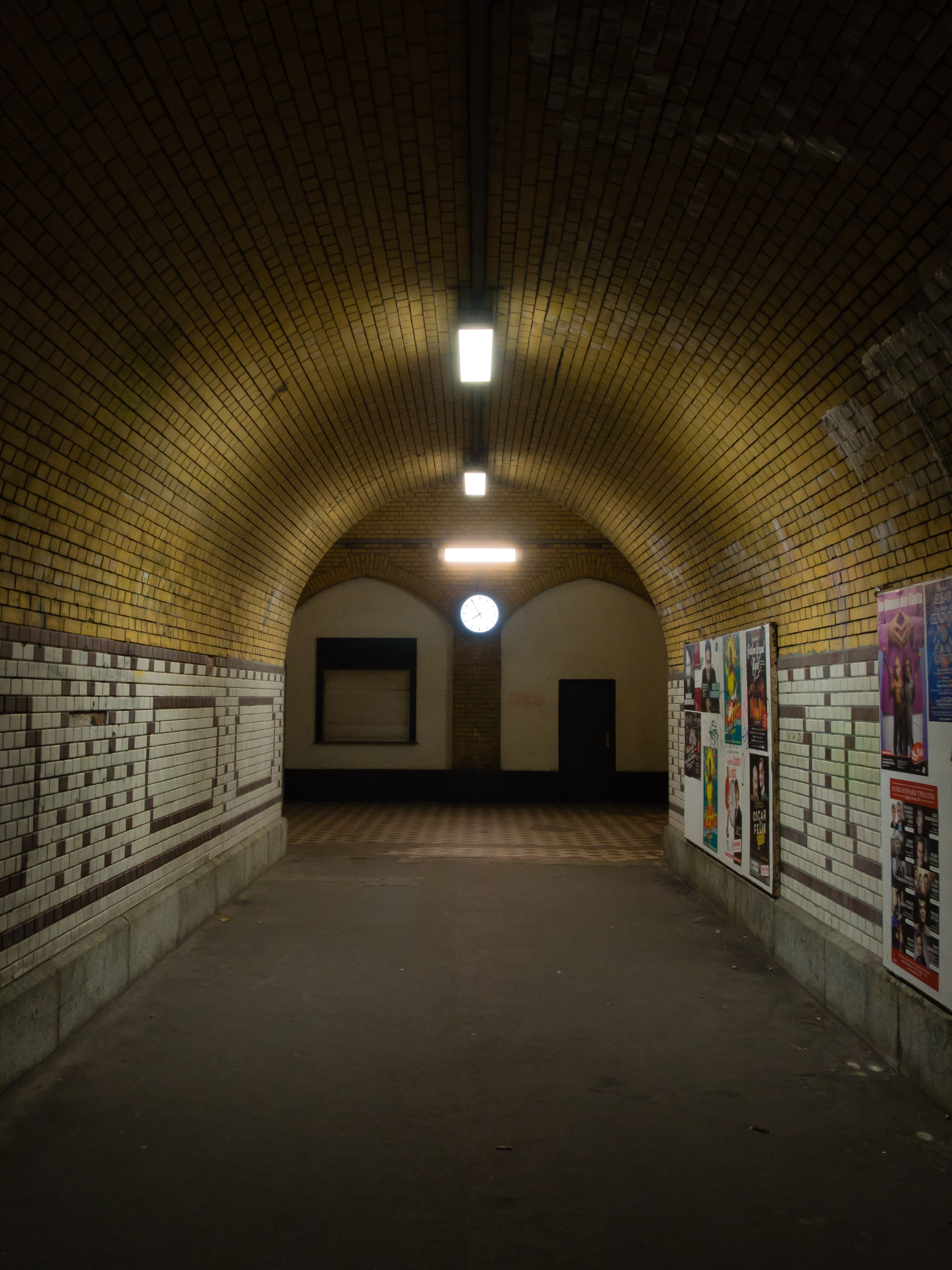
Gång till S-Bahnstation
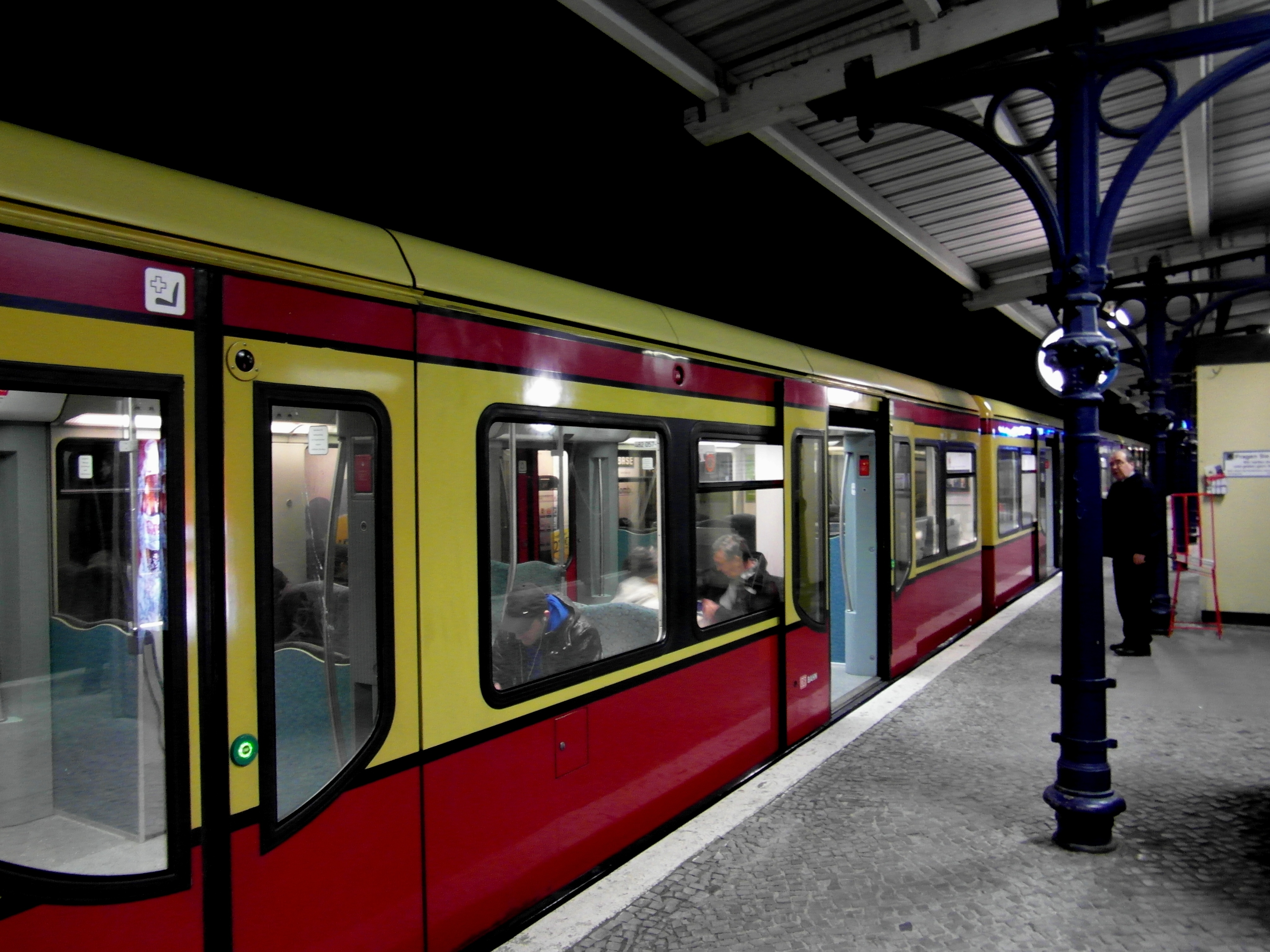
En av Yorckstraßes perronger
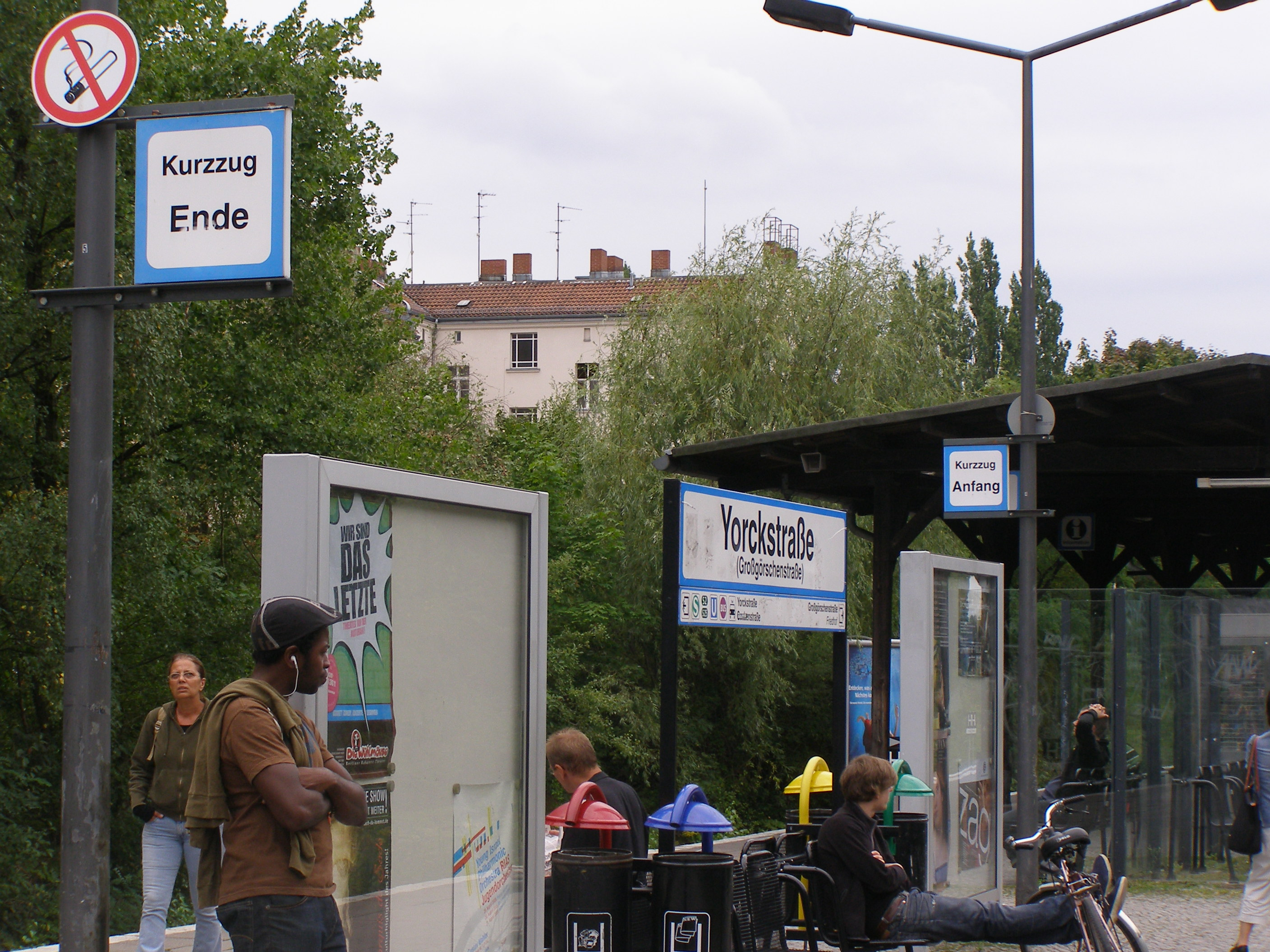
S-bahnstation vid Yorckstraße
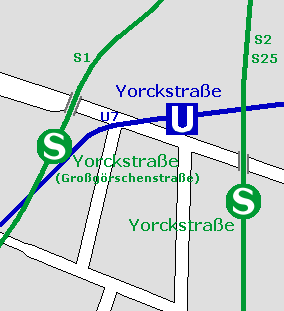
Yorckstraßes 3 olika stationer
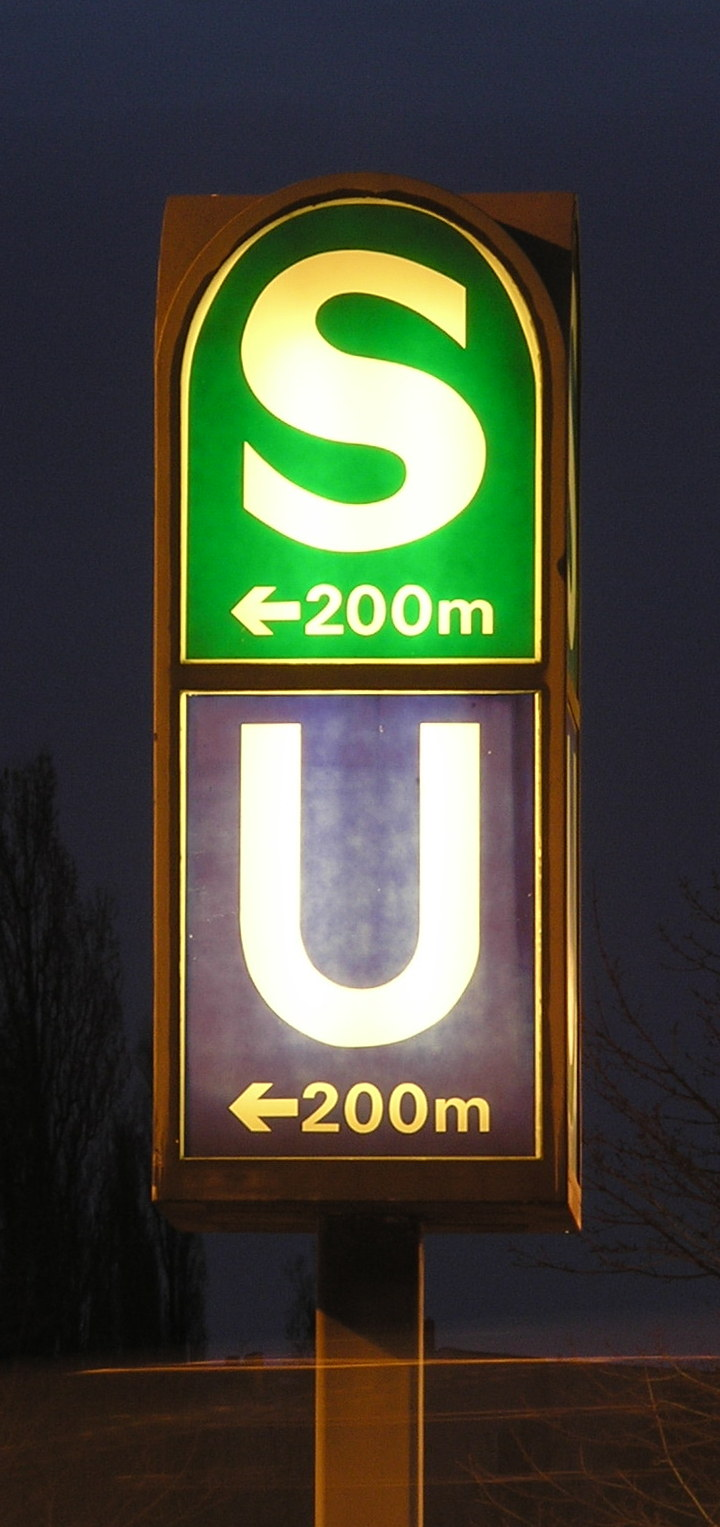
Vägvisare vid station Yorckstraße
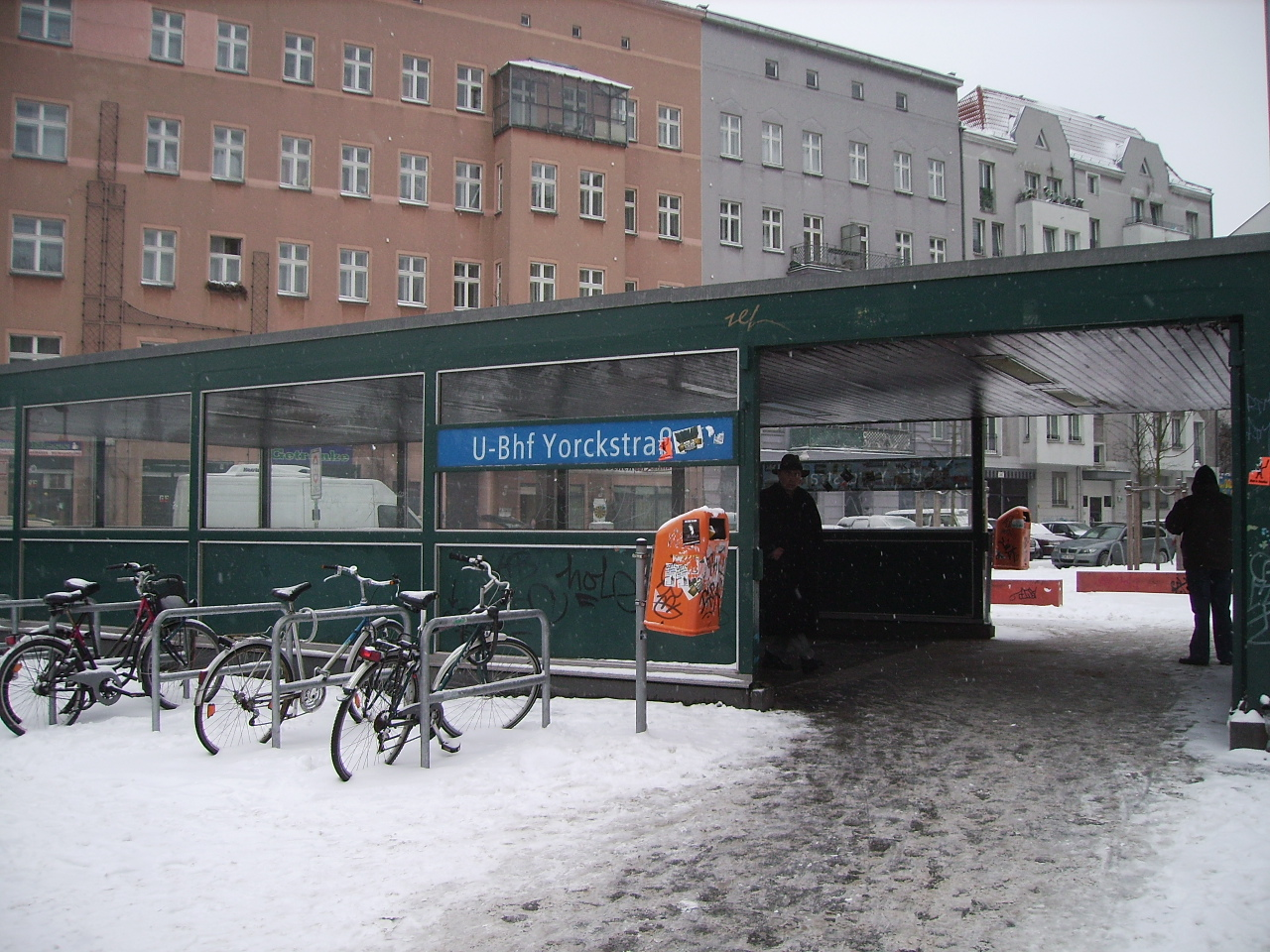
U-Bahn entré
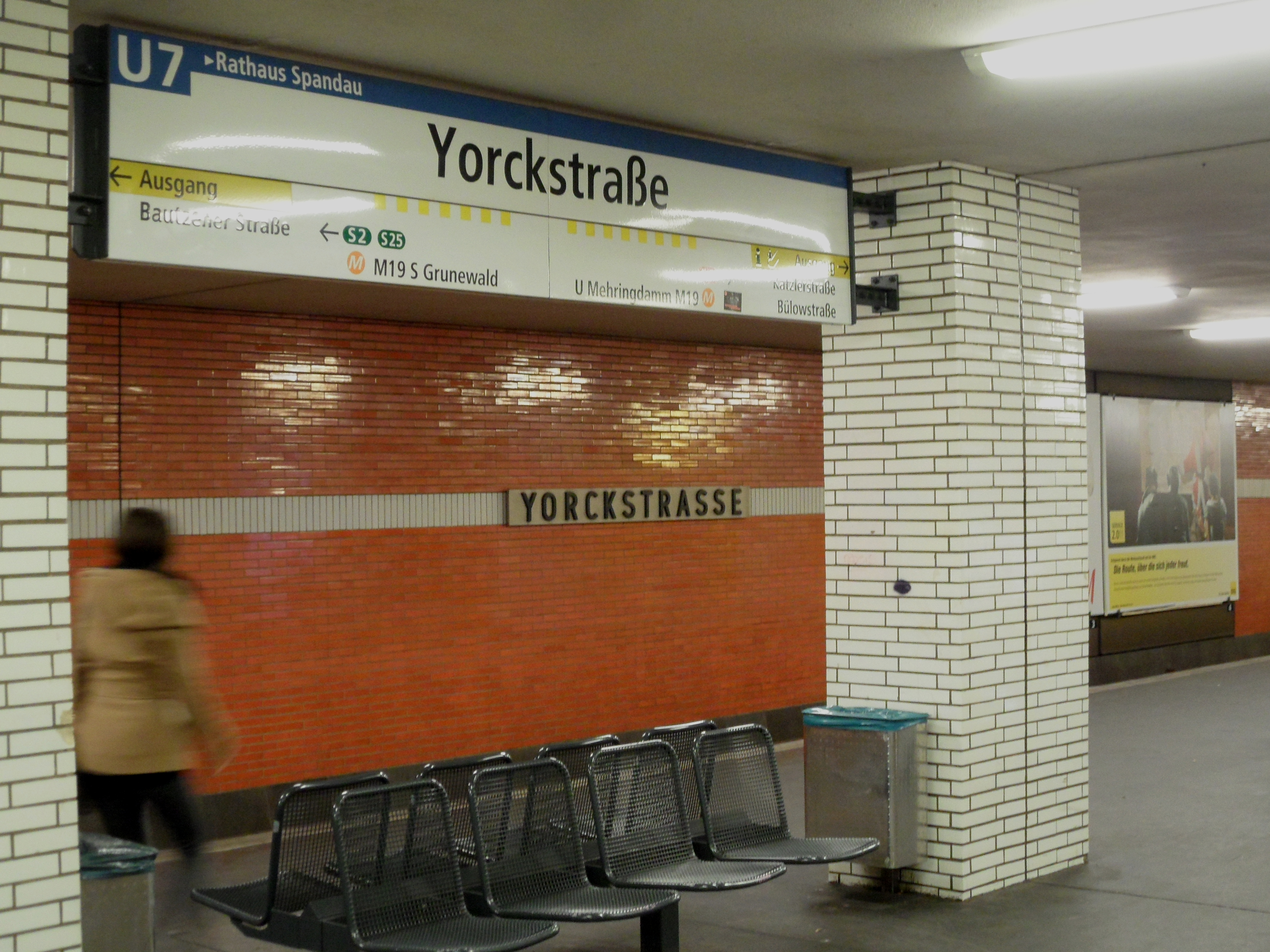
U-Bahn